# Madame Doligny
Ne doit pas être confondu avec Mademoiselle Doligny.
Mme Doligny (née Octavia Stéphanie Gamot le 4 décembre 1802 à Paris et morte le 22 février 1882 à Neuilly-sur-Marne), est une actrice française.

## Biographie
Elle débute à Nantes encore enfant, sous le surnom de Mimi. Élève de Mlle Mars, elle entre au Conservatoire de Paris puis débute à la Comédie-Française sous le nom de Mlle Pougaud. Elle joue ensuite au Théâtre de la Monnaie à Bruxelles, appelée par le directeur Claude-Charles Cartigny en 1832.
Devenue Mme Doligny par son mariage à Paris, le 21 août 1838 avec le comédien Alcide Hercule Thermidor Mignolet dit Doligny, neveu de Talma, elle débute au théâtre de la Porte-Saint-Martin en 1835, puis à l'Ambigu-Comique, et passe au Vaudeville en 1839.
Elle reprend le chemin de Bruxelles en 1840, où elle reste jusqu'en 1849, puis de 1851 à 1853, et termine sa carrière à Bordeaux en 1867.
Ayant quitté le théâtre pour cause de santé, elle meurt à Neuilly-sur-Marne en 1882.